# Arnaud Clément
Arnaud Marcel Maurice Clément (Ais de Provença, 17 de desembre de 1977) és un tennista professional francès retirat.
Va acumular quatre títols individuals i dotze més en dobles masculins, destacant una victòria de Grand Slam a Wimbledon (2007). Individualment va arribar a disputar la final de l'Open d'Austràlia (2001). Va ocupar les posicions 10 i 8 dels rànquings mundials respectius. Va formar part de l'equip francès de Copa Davis que es va imposar en l'edició de 2001, i posteriorment també en fou capità.
En el Torneig de Roland Garros de 2004 Clément va caure davant Fabrice Santoro per 6-4, 6-3, 6-7, 3-6 i 16-14, en 6 hores i 33 minuts. Es tracta del segon partit més extens en l'era professional del tennis masculí darrere del de John Isner i Nicolas Mahut en el torneig de Wimbledon de 2010 que va durar 11 hores i 5 minuts amb el resultat final de 6-4 3-6 6-7(7) 7-6(3) i 70-68 per l'estatunidenc. També arribà a la final de l'Australian Open, perdent front Andre Agassi.

## Biografia
Fill de Henri Clément i Maria Michell. Va començar a jugar a tennis amb set anys junt al seu germà gran Bruno, que posteriorment va esdevenir el seu entrenador. Sovint vestia una bandana per motius estètics i ulleres de sol per prescripció mèdica ja que de petit va patir un coloboma que li va provocar una pèrdua de visió en un ull.
Es va establir a Ginebra (Suïssa) i la seva parella és la cantant francesa Nolwenn Leroy.

## Torneigs de Grand Slam

### Individual: 1 (0−1)
| Resultat  | Núm. | Any  | Torneig          | Oponent      | Marcador      |
| --------- | ---- | ---- | ---------------- | ------------ | ------------- |
| Finalista | 1.   | 2001 | Open d'Austràlia | Andre Agassi | 4−6, 2−6, 2−6 |

### Dobles masculins: 2 (1−1)
| Resultat  | Núm. | Any  | Torneig          | Parella        | Oponents                 | Marcador              |
| --------- | ---- | ---- | ---------------- | -------------- | ------------------------ | --------------------- |
| Guanyador | 1.   | 2007 | Wimbledon        | Michaël Llodra | Bob Bryan Mike Bryan     | 6−7(5), 6−3, 6−4, 6−4 |
| Finalista | 1.   | 2008 | Open d'Austràlia | Michaël Llodra | Jonathan Erlich Andy Ram | 5−7, 6−7(4)           |

## Palmarès

### Individual: 11 (4−7)
| Llegenda (pre/post 2009)                                 |
| -------------------------------------------------------- |
| Grand Slams (0−1)                                        |
| Tennis Masters Cup / ATP Finals (0−0)                    |
| ATP Masters Series / ATP World Tour Masters 1000 (0−0)   |
| ATP International Series Gold / ATP World Tour 500 (0−0) |
| ATP International Series / ATP World Tour 250 (4−6)      |

| Títols per superfície |
| --------------------- |
| Dura (3−3)            |
| Gespa (0−3)           |
| Terra batuda (0−0)    |
| Moqueta (1−1)         |

| Resultat  | Núm. | Data                   | Torneig                         | Superfície  | Oponent           | Marcador         |
| --------- | ---- | ---------------------- | ------------------------------- | ----------- | ----------------- | ---------------- |
| Finalista | 1.   | 8 de febrer de 1999    | Marsella, França                | Dura (i)    | Fabrice Santoro   | 3−6, 6−4, 4−6    |
| Guanyador | 1.   | 13 de novembre de 2000 | Lió, França                     | Moqueta (i) | Patrick Rafter    | 7−6(2), 7−6(5)   |
| Finalista | 2.   | 28 de gener de 2001    | Open d'Austràlia, Austràlia     | Dura        | Andre Agassi      | 4−6, 2−6, 2−6    |
| Finalista | 3.   | 23 de juny de 2002     | 's-Hertogenbosch, Països Baixos | Gespa       | Sjeng Schalken    | 6−3, 3−6, 2−6    |
| Finalista | 4.   | 22 de juny de 2003     | 's-Hertogenbosch (2)            | Gespa       | Sjeng Schalken    | 3−6, 4−6         |
| Guanyador | 2.   | 5 d'octubre de 2003    | Metz, França                    | Dura (i)    | Fernando González | 6−3, 1−6, 6−3    |
| Finalista | 5.   | 12 d'octubre de 2003   | Lió                             | Moqueta (i) | Rainer Schüttler  | 5−7, 3−6         |
| Guanyador | 3.   | 20 de febrer de 2006   | Marsella                        | Dura (i)    | Mario Ančić       | 6−4, 6−2         |
| Guanyador | 4.   | 6 d'agost de 2006      | Washington DC, Estats Units     | Dura        | Andy Murray       | 7−6(3), 6−2      |
| Finalista | 6.   | 24 de juny de 2007     | Nottingham, Regne Unit          | Gespa       | Ivo Karlović      | 6−3, 4−6, 4−6    |
| Finalista | 7.   | 16 de gener de 2010    | Auckland, Nova Zelanda          | Dura        | John Isner        | 3−6, 7−5, 6−7(2) |

### Dobles masculins: 22 (12−10)
| Llegenda (pre/post 2009)                                 |
| -------------------------------------------------------- |
| Grand Slams (1−1)                                        |
| Tennis Masters Cup / ATP Finals (0−0)                    |
| ATP Masters Series / ATP World Tour Masters 1000 (2−0)   |
| ATP International Series Gold / ATP World Tour 500 (0−0) |
| ATP International Series / ATP World Tour 250 (7−9)      |

| Títols per superfície |
| --------------------- |
| Dura (7−7)            |
| Gespa (1−3)           |
| Terra batuda (1−0)    |
| Moqueta (3−2)         |

| Resultat  | Núm. | Data                   | Torneig                         | Superfície   | Parella                | Oponents                             | Marcador              |
| --------- | ---- | ---------------------- | ------------------------------- | ------------ | ---------------------- | ------------------------------------ | --------------------- |
| Guanyador | 1.   | 17 d'abril de 1999     | Casablanca, Marroc              | Terra batuda | Sébastien Grosjean     | Lars Burgsmüller Andrew Painter      | 7−6(4), 6−4           |
| Finalista | 1.   | 14 d'octubre de 2001   | Lió, França                     | Moqueta (i)  | Sébastien Grosjean     | Daniel Nestor Nenad Zimonjić         | 1−6, 2−6              |
| Guanyador | 2.   | 17 de febrer de 2002   | Marsella, França                | Dura (i)     | Nicolas Escudé         | Julien Boutter Max Mirnyi            | 6−4, 6−3              |
| Finalista | 2.   | 11 de gener de 2004    | Adelaida, Austràlia             | Dura         | Michaël Llodra         | Bob Bryan Mike Bryan                 | 5−7, 3−6              |
| Guanyador | 3.   | 21 de març de 2004     | Indian Wells, Estats Units      | Dura         | Sébastien Grosjean     | Wayne Black Kevin Ullyett            | 6−3, 4−6, 7−5         |
| Guanyador | 4.   | 4 d'octubre de 2004    | Metz, França                    | Dura (i)     | Nicolas Mahut          | Ivan Ljubičić Uros Vico              | 6−2, 7−6(8)           |
| Guanyador | 5.   | 31 d'octubre de 2004   | Sant Petersburg, Rússia         | Moqueta (i)  | Michaël Llodra         | Dominik Hrbatý Jaroslav Levinský     | 6−3, 6−2              |
| Finalista | 3.   | 15 de gener de 2005    | Sydney, Austràlia               | Dura         | Michaël Llodra         | Mahesh Bhupathi Todd Woodbridge      | 3−6, 3−6              |
| Finalista | 4.   | 6 de febrer de 2005    | Milà, Itàlia                    | Moqueta (i)  | Jean-François Bachelot | Daniele Bracciali Giorgio Galimberti | 7−6(8), 6−8(6), 4−6   |
| Finalista | 5.   | 24 de juny de 2006     | 's-Hertogenbosch, Països Baixos | Gespa        | Chris Haggard          | Martin Damm Leander Paes             | 1−6, 6−7(3)           |
| Guanyador | 6.   | 30 d'octubre de 2006   | Lió                             | Moqueta (i)  | Julien Benneteau       | František Čermák Jaroslav Levinský   | 6−2, 6−7(3), [10−7]   |
| Finalista | 6.   | 14 d'octubre de 2007   | Estocolm, Suècia                | Dura (i)     | Michaël Llodra         | Jonas Björkman Max Mirnyi            | 4−6, 4−6              |
| Guanyador | 7.   | 6 de novembre de 2006  | París, França                   | Moqueta (i)  | Michaël Llodra         | Fabrice Santoro Nenad Zimonjić       | 7−6(4), 6−2           |
| Guanyador | 8.   | 18 de febrer de 2007   | Marsella (2)                    | Dura (i)     | Michaël Llodra         | Mark Knowles Daniel Nestor           | 7−5, 4−6, [10−8]      |
| Guanyador | 9.   | 8 de juliol de 2007    | Wimbledon, Regne Unit           | Gespa        | Michaël Llodra         | Bob Bryan Mike Bryan                 | 6−7(5), 6−3, 6−4, 6−4 |
| Guanyador | 10.  | 7 d'octubre de 2007    | Metz (2)                        | Dura (i)     | Michaël Llodra         | Mariusz Fyrstenberg Marcin Matkowski | 6−1, 6−4              |
| Finalista | 7.   | 27 de gener de 2008    | Open d'Austràlia, Austràlia     | Dura         | Michaël Llodra         | Jonathan Erlich Andy Ram             | 5−7, 6−7(4)           |
| Guanyador | 11.  | 5 d'octubre de 2008    | Metz (3)                        | Dura (i)     | Michaël Llodra         | Mariusz Fyrstenberg Marcin Matkowski | 5−7, 6−3, [10−8]      |
| Guanyador | 12.  | 22 de febrer de 2009   | Marsella (3)                    | Dura (i)     | Michaël Llodra         | Julian Knowle Andy Ram               | 3−6, 6−3, [10−8]      |
| Finalista | 8.   | 27 de setembre de 2009 | Metz                            | Dura (i)     | Michaël Llodra         | Colin Fleming Ken Skupski            | 6−2, 4−6, [5−10]      |
| Finalista | 9.   | 1 de novembre de 2009  | Lió (2)                         | Dura (i)     | Sébastien Grosjean     | Julien Benneteau Nicolas Mahut       | 4−6, 6−7(6)           |
| Finalista | 10.  | 7 de febrer de 2010    | Zagreb, Croàcia                 | Dura (i)     | Olivier Rochus         | Jürgen Melzer Philipp Petzschner     | 6−3, 3−6, [8−10]      |

### Equips: 1 (0−1)
| Resultat  | Núm. | Data                    | Torneig                     | Superfície | Equip                                    | Oponents                                                     | Marcador |
| --------- | ---- | ----------------------- | --------------------------- | ---------- | ---------------------------------------- | ------------------------------------------------------------ | -------- |
| Finalista | 1.   | 3−5 de desembre de 2010 | Copa Davis, Belgrad, Sèrbia | Dura (i)   | Michaël Llodra Gaël Monfils Gilles Simon | Novak Đoković Janko Tipsarević Viktor Troicki Nenad Zimonjić | 2−3      |

## Trajectòria

### Individual
| Open d'Austràlia | A    | 1R    | 2R    | 4R    | F     | 2R    | A     | 1R    | 1R    | 1R    | 2R    | 1R    | 2R    | 1R    | 1R   | Q1  | 0 / 13    | 13 – 13   |
| Roland Garros | 1R   | 1R    | 2R    | 2R    | 1R    | 3R    | 4R    | 1R    | 2R    | A     | 1R    | 1R    | 2R    | 1R    | 2R   | 2R  | 0 / 15    | 11 – 15   |
| Wimbledon | 3R   | 1R    | 2R    | 2R    | 4R    | 4R    | 2R    | 1R    | 1R    | 2R    | 1R    | QF    | 1R    | 3R    | 1R   | Q1  | 0 / 15    | 18 – 15   |
| US Open | Q1   | 1R    | 4R    | QF    | 4R    | 4R    | 2R    | 2R    | 3R    | 1R    | 2R    | 1R    | Q1    | 3R    | Q1   | A   | 0 / 12    | 20 – 12   |
| Total Victòries−Derrotes | 10−9 | 13−25 | 22−25 | 36−27 | 37−28 | 32−26 | 31−20 | 17−24 | 18−21 | 27−22 | 24−26 | 11−17 | 14−20 | 16−24 | 6−10 | 2−3 | 316 – 327 | 316 – 327 |
| Rànquing a final d'any | 94   | 104   | 56    | 18    | 17    | 38    | 31    | 106   | 69    | 42    | 54    | 93    | 63    | 78    | 152  | 295 |           |           |
| Llegenda: G: Guanyador; F: Finalista; SF: Semifinalista; QF: Quarts de final; Q: Qualificació; A: Absent; RR: Round Robin; NC: No celebrat |      |       |       |       |       |       |       |       |       |       |       |       |       |       |      |     |           |           |

### Dobles masculins
| Open d'Austràlia | A   | A   | A   | A     | 3R    | SF    | A   | 2R    | 1R    | 2R    | 1R    | F     | 1R    | QF    | 2R    | A   | 0 / 10    | 18 – 10   |
| Roland Garros | 1R  | 1R  | 1R  | 1R    | SF    | A     | 3R  | 2R    | 1R    | A     | 3R    | 1R    | 1R    | 1R    | 1R    | 1R  | 0 / 14    | 9 – 14    |
| Wimbledon | A   | A   | A   | A     | 1R    | A     | A   | A     | 2R    | A     | G     | A     | 2R    | 1R    | QF    | 3R  | 1 / 7     | 13 – 6    |
| US Open | A   | A   | A   | A     | 2R    | 2R    | A   | 1R    | 1R    | QF    | 2R    | 1R    | A     | 1R    | 1R    | A   | 0 / 9     | 6 – 9     |
| Total Victòries−Derrotes | 3−3 | 6−8 | 0−7 | 10−10 | 21−17 | 20−16 | 3−7 | 21−15 | 18−14 | 21−12 | 40−25 | 22−14 | 15−15 | 17−18 | 12−10 | 3−4 | 232 – 195 | 232 – 195 |
| Rànquing a final d'any | 223 | 238 | 657 | 116   | 40    | 39    | 194 | 31    | 86    | 28    | 14    | 29    | 72    | 61    | 79    | 271 |           |           |
| Llegenda: G: Guanyador; F: Finalista; SF: Semifinalista; QF: Quarts de final; Q: Qualificació; A: Absent; RR: Round Robin; NC: No celebrat |     |     |     |       |       |       |     |       |       |       |       |       |       |       |       |     |           |           |